# Сампшн, Джонатан
Джонатан Филип Чедвик Сампшн (англ. Jonathan Sumption, род. 9 декабря 1948 года) — британский писатель, историк-медиевист, адвокат, старший судья Верховного суда Великобритании с 2012 по 2018 год, судья Высшего апелляционного суда Гонконга с 2019 по 2024 год.
Сампшн был приведён к присяге в качестве судьи Верховного суда 11 января 2012 года, сменив Лоуренса Коллинза. Он был назначен в Верховный суд непосредственно из практикующей коллегии адвокатов, не будучи штатным судьёй, что является исключительным случаем. Он вышел на пенсию из Верховного суда 9 декабря 2018 года по достижении обязательного пенсионного возраста в 70 лет.
Сампшн хорошо известен своей ролью адвоката во многих судебных делах. Они включают выступления в расследовании Хаттона от имени правительства Её Величества, в деле Three Rivers, его представительство бывшего министра кабинета Стивена Байерса и Министерства транспорта в иске частных акционеров Railtrack против правительства Великобритании в 2005 году, защиту правительства Её Величества на слушании по апелляции, возбужденном Биньямом Мохамедом, и успешную защиту российского миллиардера Романа Абрамовича в частном иске, возбужденном Борисом Березовским.
Как историк известен тем, что написал значительную повествовательную историю Столетней войны в пяти томах. Сампшн был избран членом Королевского исторического общества (FRHistS) и членом Общества антикваров Лондона (FSA). В 2019 году он был назначен членом Общества писателей Её Величества (FWS).
Во время пандемии COVID-19 Сампшен критиковал локдауны и связанную с ними политику британского правительства как экономически вредные.

## Книги
- Sumption, Jonathan. Pilgrimage: An Image of Medieval Religion. — Faber & Faber, 1975. — ISBN 0-571-10339-1.; re-issued as Sumption, Jonathan. The Age of Pilgrimage: The Medieval Journey to God. — Paulist Press, 2003. — ISBN 1-58768-025-4.
- Sumption, Jonathan. The Albigensian Crusade. — Faber, 1978. — ISBN 0-571-11064-9.
- Sumption, Jonathan. Equality. — J. Murray, 1979. — ISBN 0-7195-3651-0. with Sir Keith Joseph
- Sumption, Jonathan. The Hundred Years War I: Trial by Battle. — 1990. — ISBN 0-571-13895-0.; paperback (1999) ISBN 978-0-571-20095-5
- Sumption, Jonathan. The Hundred Years War II: Trial by Fire. — 1999. — ISBN 0-571-13896-9.; paperback (2001) ISBN 0-571-20737-5
- Sumption, Jonathan. The Hundred Years War III: Divided Houses. — University of Pennsylvania Press, 2009. — ISBN 978-0-571-13897-5.
- Sumption, Jonathan. The Hundred Years War IV: Cursed Kings. — University of Pennsylvania Press, 2015. — ISBN 978-0-571-27454-3.
- Sumption, Jonathan. Trials of the State: Law and the Decline of Politics. — Profile Books Limited, 2019. — ISBN 978-1-788-16372-9.
- Sumption, Jonathan. Law in a Time of Crisis. — Profile Books Limited, 2021. — ISBN 9781788167116.
- Sumption, Jonathan. The Hundred Years War V: Triumph and Illusion. — 2023. — ISBN 978-0-571-27457-4.